# Union des communes Ouest-Lac de Varèse
L'Union des communes Ouest-Lac de Varèse (en italien, Unione dei comuni Ovest Lago Varese) est l'union des communes (établissement public italien correspondant aux communautés de communes françaises) de Bardello, Bregano et Malgesso, appartenant toutes trois à la Province de Varèse et comptabilisant une surface de 7,58 km² pour une population de 3 785 habitants (en 2017). Le chef-lieu de l'Union est Bregano.
Le principal objectif de l'Union est d'organiser la gestion des divers services mis en commun afin d'améliorer leur qualité et d'optimiser l'utilisation des ressources communales économiques et humaines.
L'union a été dissoute en 2022, à la suite de la fusion des trois communes.

## Sources (italophones)
1. ↑  « Unione dei Comuni Ovest Lago Varese », sur comuniverso.it (consulté le 7 octobre 2017).
2. ↑  Statuto dell'Unione.